# Sericostoma cianficconii
Sericostoma cianficconii är en nattsländeart som beskrevs av Moretti in Moretti och Cianficconi 1978. Sericostoma cianficconii ingår i släktet Sericostoma och familjen krumrörsnattsländor. Inga underarter finns listade i Catalogue of Life.